# Куплеватське
Куплева́тське — орнітологічний заказник місцевого значення в Україні. Розташований на території Ізюмського району Харківської області, на захід від села Мечебилове. 

## Загальний опис
Площа 40 га. Статус присвоєно згідно з рішенням облвиконкому від 07.02.1992 року № 35. Перебуває у віданні: Барвінківська міська громада. 
Статус присвоєно для збереження місць гніздування та міграційних скупчень багатьох видів водно-болотних птахів. Територія заказника охоплює мілководне озеро із заболоченими берегами, розташованого в днищі балки на правобережній надзаплавній терасі річки Бритай. Тут водяться гуска, качка, лебідь, чапля, мартин, крячок, кулик, а також рідкісні види, занесені до Європейського Червоного списку (деркач), до Червоного списку Харківщини (пірникоза сірощока, пірникоза мала, бугай, бугайчик, лебідь-шипун, лунь лучний, боривітер звичайний, сова болотяна, синиця вусата). Тут є колонія крячків та локальне поселення очеретянки індійської.